# Deutsches Meisterschaftsrudern 1973
Das 84. Deutsche Meisterschaftsrudern wurde 1973 in München ausgetragen. Wie bereits im Vorjahr wurden insgesamt Medaillen in 17 Bootsklassen vergeben. Davon 12 bei den Männern und 5 bei den Frauen
Es waren keine Renngemeinschaften, sondern nur Vereinsmannschaften startberechtigt.

## Medaillengewinner

### Männer
| Bootsklasse                           | Gold | Silber | Bronze |
| ------------------------------------- | --- | --- | --- |
| Einer                                 | Peter-Michael Kolbe (Hammerdeicher RV von 1893) | Ulrich Teidelt (ARV Westfalen Münster) | Klaus Opitz (RV Eltville) |
| Doppelzweier                          | RC Germania Köln Norbert Kothe Helmut Wolber | RRU Kassel Christian Steinbach Dieter Schmidt | Binger RG 1911 Zoran Werner Udo Hild |
| Zweier ohne Steuermann                | Ludwigshafener RV von 1878 Alois Bierl Winfried Ringwald | Berliner RC Bernd Westerkowski Peter Teichert | Stuttgart-Cannstatter RC 1910 Gunter Lobing Hans-Joachim Bünger |
| Zweier mit Steuermann                 | Ludwigshafener RV von 1878 Alois Bierl Winfried Ringwald Achim Roth (Stm.) | Potsdamer RC Germania (Berlin) Klaus Roloff Ralph Kubail Klaus Schwaneberg (Stm.)                                                                                        | Keine weiteren Boote in der Wertung. |
| Vierer ohne Steuermann                | RuGem. Frankfurt Thomas Wolfart Uwe Holl Michael Rosenstock Harald Koeppen | RC Hansa von 1898 Reinhard Wendemuth Bernd Truschinski Klaus Jäger Franz Plitzner                                                                                        | ETuF Essen Hansdieter Freudenfeld Meinhard Lutz Jochen Lechtenböhmer Joachim Ehrig                                                                                               |
| Vierer mit Steuermann                 | RK am Baldeneysee Thomas Hitzbleck Manfred Weinreich Hans-Joachim Siering Hans-Jürgen Hitzbleck Jörg Hohendahl (Stm.)                                                              | RG Wetzlar 1880 Johann Färber Siegfried Fricke Werner Kolb Christoph Pitzer Ludwig Hartmetz (Stm.)                                                                       | Potsdamer RC Germania (Berlin) Axel Göritz Wolfgang Henkel Klaus Roloff Ralph Kubail Klaus Schwaneberg (Stm.)                                                                    |
| Achter                                | RK am Baldeneysee Thomas Hitzbleck Manfred Weinreich Hans-Joachim Siering Hans-Jürgen Hitzbleck Peter Funnekötter Wolfgang Plottke Wilfried Göbe Werner Hütz Hartmut Wenzel (Stm.) | RC Hansa von 1898 Norbert Kindlmann Friedel Schlecht Klaus Jäger Bernd Truschinski Reinhard Wendemuth Günter Petersmann Horst Plitzner Dieter Knief Manfred Klein (Stm.) | Kölner RV von 1877 Heinz-Ulrich Lüttger Bernhard Foelkel Klaus Meyer Dieter Lenartz Wolfgang Schmitz Hans-Werner Kleffner Wolf Broockmann Wolfgang Priester Michael Weber (Stm.) |
| Leichtgewichts-Einer                  | Harald Groenewold (RC Hansa von 1898) | Bernd Kerkhoff (RV Weser Hameln) | Rudolf Haas (RC Zellingen) |
| Leichtgewichts-Doppelzweier           | RC Rhenania Koblenz Hans-Joachim Gramkow Friedhelm Schäfer | Stuttgart-Cannstatter RC 1910 Wolfgang Fritsch Roland Münz | Gießener RG 1877 Bernd Renger Volker Schmidt |
| Leichtgewichts-Vierer ohne Steuermann | RC Tegel 1886 Hans-Jürgen Laabs Andreas Rieger Thomas Kuhn Jörg Heibeck | RC Allemannia von 1866 Heino Ramm Klaus Steffen Peter-Michael Klews Bernd Hänyes                                                                                         | RK am Baldeneysee Heinz-Günter Horstmann Hartmut Hackert Peter Riethmüller Norbert Laurich                                                                                       |
| Leichtgewichts-Vierer mit Steuermann  | Berliner RC Wolfgang Henze Rainhard Kunde Lothar Müller Helmut Henze Peter Wallmann (Stm.)                                                                                         | Deutscher Ruder-Club von 1884 Hans-Hermann Meyer Michael Kaune Jürgen Kirchhoff Achim Bonaudo Frank Neumeister (Stm.)                                                    | RC Tegel 1886 Günter Seeliger Manfred Bürger Bernd Nehmer Lutz Neubert Ingo Haberkorn (Stm.)                                                                                     |
| Leichtgewichts-Achter                 | RTK Germania Köln Karl-Josef Schlösser Hans Zimmer Karl Beyer Dieter Kleinmann Klaus Brüggemann Wolfgang Hofrichter Wolfgang von der Meden Peter Lange Helmut Latz (Stm.)          | RC Tegel 1886 Günter Seeliger Lutz Neubert Bernd Nehmer Andreas Rieger Manfred Bürger Hans-Jürgen Laabs Jörg Heibeck Thomas Kuhn Rolf Rettkowski (Stm.)                  | RC Tegel 1886 Dieter Ortleb Gerald Voigt Peter Werner Hans-Jürgen Olszewski Hans Borsinski Hans-Gerd Haase Rudi Fabian Michael von Baur Norbert Schmidt (Stm.)                   |

### Frauen
| Bootsklasse                 | Gold | Silber | Bronze                                                                                                   |
| --------------------------- | --- | --- | --- |
| Einer                       | Edith Eckbauer (Passauer RV von 1874)                                                                         | Regine Adam (Mainzer RG 1898)                                                                                      | Christel Agrikola (RV Rhenania Germersheim)                                                              |
| Doppelzweier                | RC Rhenania Koblenz Renate Lantin Astrid Hohl                                                                 | RG Germania Kiel Heike Roggenbrodt-Witt Astrid Kallmeyer                                                           | Offenbacher RG Undine Astrid Michalke Petra Wolfart                                                      |
| Zweier ohne Steuerfrau      | RG Germania Kiel Bärbel Arndt Ilse Lebert                                                                     | Offenbacher RG Undine Astrid Michalke Petra Wolfart                                                                | Keine weiteren Boote angetreten.                                                                         |
| Doppelvierer mit Steuerfrau | RG Germania Kiel Heike Roggenbrodt-Witt Astrid Kallmeyer Bärbel Arndt-Seddig Ilse Lebert Sabine Krüger (Stf.) | Hamburger RC von 1925 Kerstin Schwonberg Frauke Thomsen Karin Gondolatsch Doris Leifermann Sabine Grönwoldt (Stf.) | Stuttgarter RG von 1899 Marianne Weber Maritta Pisch Isolde Eisele Edeltraud Klein Claudia Waibel (Stf.) |
| Vierer mit Steuerfrau       | RG Germania Kiel Heike Roggenbrodt-Witt Astrid Kallmeyer Bärbel Arndt-Seddig Ilse Lebert Sabine Krüger (Stf.) | Keine weiteren Boote angetreten.                                                                                   | Keine weiteren Boote angetreten.                                                                         |